# Tomada de Socotra pelos Emirados Árabes Unidos
A tomada de Socotra pelos Emirados Árabes Unidos ocorreu em 3 de maio de 2018 quando os Emirados Árabes Unidos enviaram mais de 100 soldados, artilharia e veículos blindados para o arquipélago iemenita de Socotra, no Mar da Arábia, sem coordenação prévia com o Iêmen. Logo após o desembarque, as forças emiradenses expulsaram os soldados iemenitas estacionados nas principais instalações, incluindo o Aeroporto de Socotra, e hastearam a bandeira dos Emirados Árabes Unidos nos edifícios oficiais do governo em Hadibu.
O governo internacionalmente reconhecido do Iêmen condenou a incursão como "um ato de agressão", porém não seriam relatadas nenhuma resistência militar aos ocupantes emiradenses.
A mídia local informou que os Emirados Árabes Unidos afirmam ter "arrendado" o arquipélago por 99 anos, o que o Iêmen negou.

## Antecedentes
Em 2016, os Emirados Árabes Unidos aumentaram os suprimentos entregues a Socotra, que havia sido largamente abandonada e esquecida durante o conflito em curso. Em outubro de 2016, o 31.º avião de carga aterrissou no Aeroporto de Socotra, contendo duas toneladas de ajuda humanitária.
Em março de 2017, os esforços dos Emirados Árabes Unidos deram origem a rumores, "alguns críticos viram isso como uma tentativa dos Emirados Árabes Unidos de ocupar Socotra", relatou o periódico de Abu Dhabi, The National.
Em 2017, tropas emiradenses já haviam sido implantadas na ilha como parte da intervenção militar no Iêmen liderada pela Arábia Saudita e algumas facções políticas iemenitas acusaram os Emirados Árabes Unidos de saquear e devastar a flora da ilha.

## Reações
Em 3 de maio de 2018, centenas de moradores se uniram contra a incursão dos Emirados Árabes Unidos, exigindo uma retirada imediata. No entanto, em 6 de maio de 2018, partidários pró-Emirados Árabes se reuniram na capital da ilha, Hadibu, para apoiar a presença emiradense.
Um comunicado do gabinete do primeiro-ministro iemenita Ahmed Obeid bin Daghr declarou que a captura do porto e do aeroporto por militares dos Emirados Árabes Unidos em Socotra foi um ataque "injustificado" contra a soberania do Iêmen. O Ministério das Relações Exteriores dos Emirados Árabes Unidos respondeu dizendo que ficou "surpreso" com a declaração e culpou a Irmandade Muçulmana por "distorcer" seu papel - "A presença militar dos Emirados Árabes Unidos em todas as províncias iemenitas liberadas, incluindo Socotra, está dentro dos esforços da Coalizão Árabe de apoiar o governo legítimo neste estágio crítico da história do Iêmen." 